# Hercs Franks
Hercs Franks o Herz Frank (nascut Gercels Franks el 17 de gener de 1926 a Ludza a Letònia i mort el 3 de març de 2013 a Jerusalem), és director de cinema, guionista i periodista letó i israelià especialitzat principalment en el rodatge de pel·lícules documentals. El diari Libération el designa com el més realitzat de tots els cineastes en el gènere documental dels Països Bàltics.

## Biografia
Herz Frank va néixer en una família jueva a Ludza. El seu pare Wulf Frank (1890-1963) era fotògraf, un dels primers a practicar aquest art a Ludza. Diplomat a l'Institut Jurídic de Sverdlovsk el 1947, el jove Frank es va convertir en professor i periodista. Tornant a Riga el 1955, va col·laborar amb els diaris Padomju Jaunatne i Rīgas Balss. El 1959, Franks va treballar al taller de fotografia del Rīgas kinostudija. També va començar la seva carrera com a guionista, sobretot escrivint el guió de la pel·lícula Baltie zvani d'Ivars Kraulītis (1962) o la coescrita amb Imants Ziedonis per a Informe de l'any. (Gada reportāža, 1965) d'Aivars Freimanis. El 1965 va començar com a director amb el curtmetratge Sāļā maize i, posteriorment, va dirigir diverses desenes de pel·lícules.
Amb Aloizs Brenčs, va dirigir una pel·lícula documental Pusdienā (1968) a l'estudi de cròniques documentals de Kúibixev. La pel·lícula contrasta el retrat artificiós de l'heroi de la producció socialista, creat per la propaganda oficial, i la història real d'un home.
El 1989 va fer un documental Reiz dzīvoja septiņi Simeoni, la història del conjunt musical Sept Siméons organitzat pels germans Ovetxkin implicats en l'intent de segrest del vol Aeroflot 3739.
Expatriat a Israel l'any 1992, continua treballant, fent estades freqüents a Letònia. Va publicar dos llibres i més de 150 articles en diaris de Letònia i d'altres llocs. És membre del jurat de diversos festivals i imparteix classes magistrals. El 2012, l'administració de Ludzas novads li va atorgar el títol de ciutadà honorari.
Hercs Franks va morir a Jerusalem el 3 de març de 2013. El seu curtmetratge Par 10 minūtēm vecāks està inclòs al Cànon Cultural Letó.

## Distincions
- 1965 - Premi Estatal de l'URSS per la pel·lícula Gada reportāža
- 2001 - premi a la trajectòria al festival de cinema de Letònia Lielais Kristaps
- 2002 - Nika
- 2011 - creu de comandant de l'Orde de les Tres Estrelles

## Filmografia
Director
- 1965 : Sāļā maize curtmetratge
- 1965 : Pusdienā
- 1966 : Mazpilsētas hronika, curtmetratge
- 1967 : Bez leģendām
- 1971 : Tava algas diena
- 1972 : Mūžs
- 1973 : Kentaurs amb Ansis Epners
- 1974 : Esības prieks
- 1975 : Aizliegtā zona
- 1975 : Диагноз
- 1976 : Nostāsti. Maija Tabaka
- 1978 : Par 10 minūtēm vecāks
- 1979 : Atmoda
- 1980 : Edgara Kauliņa pēdējie svētki
- 1983 : La Douleur de l'autre ({{langue|ru|Чужая Боль
- 1984 : Jusqu'à la frontière dangereuse Līdz bīstamai robežai
- 1987 : Jugement suprême Augstākā tiesa
- 1989 : Reiz dzīvoja septiņi Simeoni
- 1989 : Augstā dziesma
- 1992 : Ebreju iela
- 1998 : Raudu mūris
- 2001 : Madonna ar bērnu
- 2003 : Flashback
- 2004 : Dārgā Džuljeta
- 2006 : Lielā Piektdiena
- 2008 : Mūžīgais mēģinājums
- 2014 : Beyond The Fear

Guionista
- 1962 : Baltie zvani curtmetratge (d'Ivars Kraulītis)
- 1963 : Tu un es d'Aloizs Brenčs
- 1963 : Uz trases de Rostislavs Gorjajevs
- 1965 : Gada reportāža d'Aivars Freimanis i Ivars Seleckis
- 1967 : 235 miljoni d'Uldis Brauns